# Praomys derooi
Praomys derooi es una especie de roedor de la familia Muridae.

## Distribución geográfica
Se encuentra en Benín, Ghana, Nigeria, y Togo.

## Hábitat
Su hábitat natural son: las sabanas y zona urbanas.